# 拉戈梅拉 (埃斯昆特拉省)
拉戈梅拉是危地馬拉的城鎮，由埃斯昆特拉省負責管轄，位於該國南部，面積640平方公里，海拔高度35米，2002年人口47,971，人口密度為每平方公里74.95人。
14°05′N 91°03′W / 14.083°N 91.050°W